# Venus (banda)
Venus es un trío femenino musical español en el género del electropop formado por Marta Mansilla, Mimi Segura y Diana Tobar, exconcursantes de Popstars: todo por un sueño (2002), Operación Triunfo 2008 y Operación Triunfo 2009, respectivamente. Su primer sencillo, «Perfecta», fue uno de los diez temas finalistas para representar a España en el Festival de la Canción de Eurovisión 2010.

## Historia
Venus nació en 2009 como un proyecto creado por el autor y productor Tony Sánchez-Ohlsson para representar a España en el Festival de la Canción de Eurovisión, que en el año 2010 se celebraba en Oslo (Noruega). Tras ser anunciada la lista de candidatos, las chicas ocuparon los primeros puestos de los más votados en la página web de RTVE para elegir a los finalistas para la gala de preselección. Días más tarde fue confirmada su presencia en la gala, quedando en el puesto número 4 con la canción «Perfecta», compuesta por 2Crusaders - G.Son - Andreas Rickstrand.
El 25 de enero de 2011 publicaron el álbum Like a Superstar, que incluía canciones tanto en español como en inglés.
En julio aparecieron en los populares programas de televisión El programa de Ana Rosa, La noria y Sálvame, y en programas de cadenas de radio como Punto Radio y Los 40 principales.
El 30 de septiembre de 2011 se conoció que el grupo se había separado por motivos desconocidos, aunque se rumoreó que fue por la marcha de Mimi Segura de la banda además de problemas con la productora.

## Las tres componentes del grupo
Venus estaba integrado por:
- Marta Mansilla: nacida en Córdoba el 15 de octubre de 1981. Se dio a conocer en Popstars: todo por un sueño, donde quedó en cuarto lugar como finalista. Más tarde, junto a las otras cuatro chicas que ganaron junto a ella, integró el quinteto femenino Bellepop.[1] Al desintegrarse el grupo, sacó su álbum en solitario Alma latina (2008),[2] sin obtener éxito ni promoción alguna.

- Miriam Segura Díaz,[3] Mimi Segura: nacida en Melilla el 28 de mayo de 1981, fue conocida por salir en el Operación Triunfo de 2008, en donde quedó sexta finalista.

- Diana Tobar: nacida el 1 de octubre de 1988. Procedente de Burgos, saltó a la fama con 20 años en el popular concurso Operación Triunfo (2009), de donde fue eliminada en la sexta semana frente a Elías Vargas. Ya antes había quedado finalista en otro programa de no tanto éxito, Rumbo a la fama (2007).[4]

## Estilo e influencias
El género musical de la banda era el pop y la música electrónica dentro del estilo propio del europop plasmado en su álbum. Según afirmaron las componentes del grupo, sus influencias de producción eran las de Lady Gaga, Sugababes y Beyoncé.

## Discografía
| Álbum            | Detalles                                                                   |
| ---------------- | -------------------------------------------------------------------------- |
| Like a Superstar | - Lanzamiento: 25 de enero de 2011 - Discográfica: Bobamusic - Formato: CD |

## Sencillos
| Año  | Sencillo        | disco            |
| ---- | --------------- | ---------------- |
| 2010 | Perfecta        | Like a superstar |
| 2010 | Restos del ayer | Like a superstar |
| 2011 | Pin Up Girl     | Like a superstar |